# Publio Cornelio Lentulo Marcellino
Publio Cornelio Lentulo Marcellino (in latino Publius Cornelius Lentulus Marcellinus; 127 a.C. circa – dopo il 100 a.C.) è stato un militare e politico romano.

## Biografia
Publio Cornelio Lentulo Marcellino era figlio di Marco Claudio Marcello, che era stato legato nell'esercito di Gaio Mario (nel 102) e con Lucio Giulio Cesare (nel 90).
Fu adottato da Publio Lentulo, pur conservando il suo status di plebeo.
Aveva una buona capacità oratoria. Era sposato con Cornelia, figlia di Publio Cornelio Scipione Nasica Serapione, da cui ebbe due figli:
- Publio Cornelio Lentulo Marcellino
- Gneo Cornelio Lentulo Marcellino[1][3][5].

## Triumvir monetalis
Nel 100 a.C. circa, Publio Cornelio Lentulo Marcellino fu eletto triumvir monetalis. 
Sulla base dell'evidenza dei ripostigli, così come il fatto che ha coniato l'asse su secondo lo standard onciale, ha dovuto rimanere in carica fino all'88 a.C.
In tutte le monete note di questo monetario c'è la legenda «LENT. MAR. F.», con i gruppi NT e MAR legati in monogramma: (in latino Lentulus Marcelli filius); sono usati due gruppi di segni di zecca:
- un'identica lettera latina sul dritto e al rovescio;
- un'identica lettera greca sul dritto e al rovescio.

Ogni serie di monete è divisa secondo la posizione delle lettere su ogni lato. In entrambi i casi, sono solitamente accompagnati da uno a tre punti.

### Asse
L'asse presenta al rovescio la triscele, simbolo della Sicilia, a ricordo della conquista di Siracusa da parte di Marco Claudio Marcello nel 212 a.C. durante la seconda guerra punica. Dopo di ciò, Siracusa era sotto il patronato dei Claudi Marcelli e ogni anno celebrava il compleanno di Marco Claudio Marcello.

### Denari
Al dritto del denario di Publio Cornelio Lentulo Marcellino è rappresentato il busto di Ercole, che si trova anche in altri tipi di denario della gens Cornelia, per esempio, sulle monete di Publio Cornelio Lentulo Spintere nel 74 a.C..
Il rovescio raffigura la dea Roma, coronata dal genio del popolo Romano.
Tale immagine è usata sulle monete coniate più tardi da altri Cornelii, per esempio, Publio Cornelio Lentulo Spintere e Gneo Cornelio Lentulo Marcellino. A quanto pare, i Cornelii hanno posto particolare attenzione al culto del Genio del popolo romano.
Un primo gruppo di denari è stato coniato da Publio Cornelio Lentulo Marcellino come un normale emissione monetaria, assieme ai suoi colleghi Lucio Cassio Ceiciano e Gaio Allio Bala.
Nel secondo gruppo di denari c'è la legenda «P E. S. C.» (in latino Publice Ex Senatus Consulto), cioè "nell'interesse dello Stato per ordine del Senato," il che significa che queste monete sono state emesse con decisione speciale dell'Assemblea del Popolo, approvata dal Senato.
Questo gruppo di monete è stato prodotto da Publio Cornelio Lentulo Marcellino come monetario speciale - insieme a Lucio Centeno, figlio di Gaio, Marco Servilio, Publio Servilio e Gaio Fundanio.